# DSB ER
De DSB ER/FR, beter bekend als IR 4, is een vierdelig elektrisch treinstel voor het regionaal personenvervoer en het lange-afstandspersonenvervoer van het Deense spoorwegbedrijf Danske Statsbaner (DSB).

## Geschiedenis
Het treinstel werd door ABB Scandia ontwikkeld voor de DSB.

## Constructie en techniek
Het vierdelig treinstel werd gebouwd op vijf draaistellen waarvan drie als Jacobsdraaistel. De stuurtafel is gecombineerd met een in het front ingebouwde deur. Hierdoor kan men tijdens de rit overstappen naar het andere treindeel. Dit combineren in treinschakeling is ook mogelijk met dieseltreinstellen van het type IC3. Het treinstel is opgebouwd uit een aluminium frame. Het treinstel is uitgerust met luchtvering. Er kunnen tot vijf eenheden gekoppeld worden.

### Namen
DSB heeft de volgende namen op de treinen geplaatst:
- ER 2001: Gun Gordillo, tot 2003
- ER 2002: Stig Brøgger, genaamd Elsa Gress, tot 2005
- ER 2003: Jens Birkemose, tot 2005
- ER 2004: Dan Sterup-Hansen, tot 2004
- ER 2005: Doris Bloom, tot 2005
- ER 2006: Lise Malinovsky, tot 2004
- ER 2007: Søren Ankarfeldt, tot 2004
- ER 2008: Seppo Mattinen, tot 2004
- ER 2009: Otto Lawaetz, tot 2004
- ER 2010: A. Haugen Sørensen, tot 2004
- ER 2011: Anita Jørgensen, tot 2004
- ER 2012: Margrethe Sørensen, tot 2005
- ER 2013: Sys Hindsbo, tot 2005

## Internet
Deze treinen werden uitgerust met draadloos internet door middel van een wifiverbinding. Deze dienst is beschikbaar voor InterCity en InterCityLyn treinen tussen Kopenhagen en Århus.  

## Treindiensten

### Danske Statsbaner
Deze treinstellen worden door de Danske Statsbaner gebruikt als InterCity en regiotreinen op de volgende trajecten.
- København over Odense verder via Middelfart naar
  - Lunderskov
  - Fredericia

### DSBFirst
Van dit type worden 20 treinen door DSBFirst, een samenwerking van DSB en FirstGroup, sinds 11 januari 2009 ingezet op het traject:
- Luchthaven Kastrup - København H - Helsingør

## Foto's

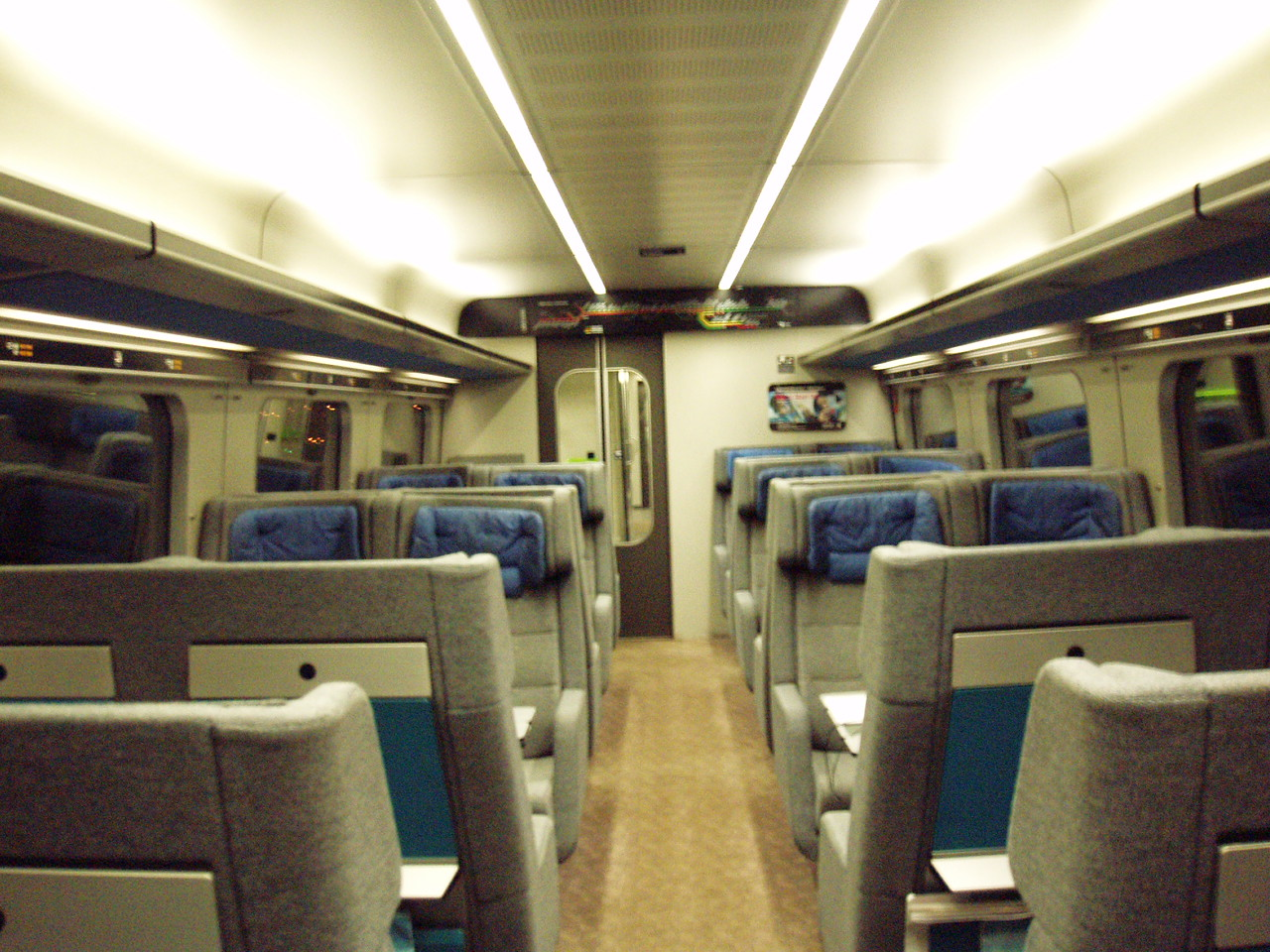